# Game Over (álbum)
Game Over es el álbum debut de la banda de thrash metal Nuclear Assault, lanzado en 1986 por Combat Records. Fue bien recibido por fanes y críticos y la banda salió de gira rápidamente.

## Temas
- Todos los temas están escritos por Nuclear Assault.

1. "Live, Suffer, Die" – 1:03
2. "Sin" – 3:17
3. "Cold Steel" – 2:36
4. "Betrayal" – 2:56
5. "Radiation Sickness" – 2:45
6. "Hang the Pope" – 0:38
7. "After the Holocaust" – 3:38
8. "Mr. Softee Theme" – 0:25
9. "Stranded In Hell" – 3:32
10. "Nuclear War" – 3:44
11. "My America" – 0:26
12. "Vengeance" – 2:44
13. "Brain Death" – 7:09

La versión en casete incluye la canción "Lesbians"

## Créditos
- John Connelly – Voz, guitarra
- Anthony Bramante – Guitarra
- Dan Lilker – Bajo
- Glenn Evans – Batería